# Ellis Hertzberger
Ellis Hertzberger (Rotterdam, 5 januari 1914 - Weesp, 23 oktober 2008) was een Nederlandse bacterioloog. Hij was tijdens de Tweede Wereldoorlog arts in het ziekenhuis in Kamp Westerbork.

## Levensloop

### Vroege jaren
Hertzberger werd geboren als de zoon van Maurits Hertzberger (1882-1940) en Anna Cohen (1884-1979). Hij had een oudere zus, Eveline (1911-1979) en een jongere broer, Leopold (1922-1943). Hertzbergers' vader was huisarts in Rotterdam. Hertzberger bezocht het Erasmiaans Gymnasium. Daarna ging hij medicijnen studeren aan de Universiteit Utrecht.

### Tweede Wereldoorlog
Tijdens de meidagen van 1940 vocht Hertzberger niet mee, omdat hij was afgekeurd wegens platvoeten. Na de Nederlandse overgave op 14 mei 1940 beroofde Maurits Hertzberger zichzelf van het leven. In het eerste bezettingstijd studeerde Hertzberger af, met als specialisatie bacteriologie. Dat was net op tijd omdat hij anders vanwege zijn Joodse afkomst gedwongen was te stoppen.
Halverwege 1942 besloot Hertzberger te vluchten naar Zwitserland, samen met zijn vriendin Josy de Raaij. Zij trouwden eerst. in juli 1942 werd Hertzberger echter samen met zijn vrouw opgepakt omdat hij zonder Jodenster op gepakt werd in een Rotterdamse tram. Hij zat een aantal maanden vast in een politiegevangenis aan het Haagseveer, voordat hij in oktober 1942 Kamp Westerbork terecht kwam. In Westerbork zocht Hertzberger direct contact met hoofd van de medische dienst Fritz Spanier. Hij kreeg een aanstelling tot polikliniek-arts in het ziekenhuis van Kamp Westerbork. Soms moest hij vanuit die hoedanigheid aanwezig zijn bij de transporten vanuit Westerbork. In Westerbork ontmoette Hertzberger zijn moeder en broer Leopold, die beiden gepakt waren in de onderduik. Zijn broer overleefde de oorlog niet. Datzelfde lot trof Hertzbergers vrouw, die in Auschwitz werd vermoord.
Hertzberger werd in januari 1944 toch op transport gezet naar Theresienstadt. Drie maanden kwam hij terecht in Auschwitz. Via Sachsenhausen kwam hij vervolgens weer terecht in Auschwitz. Vanwege zijn achtergrond als arts kreeg Hertzberger meerdere keren relatief minder zwaar werk toebedeeld, bijvoorbeeld in een laboratorium, waardoor zijn overlevingskansen fors toenamen. Na de ontruiming van Auschwitz nam hij deel aan een beruchte dodenmars om vervolgens in Dachau terecht te belanden. Bij de nadering van de geallieerden werd Dachau ontruimd. Hertzberger werd weer op de trein gezet. Nadat de trein was gestrand nam Hertzberger met een aantal anderen de benen, waarna ze in aanraking kwamen met Amerikaanse troepen.

### Naoorlogse jaren
Na de oorlog vertrok Hertzberger in civiele dienst als bacterioloog naar Nederlands-Indië. Daar bleef hij drie jaar. Hij verloofde zich in deze periode met Jenny Gold (1926-2012), met wie hij correspondeerde. Gold had hem als assistente bijgestaan in het ziekenhuis van Westerbork en meerdere concentratiekampen overleefd, waaronder na Auschwitz. Na Hertzbergers' terugkeer in Nederland trouwde zij met elkaar. 
Bij terugkeer in Nederland vond Hertzberger werk bij Philips-Duphar, waar hij onder andere onderzoek deed naar een griepvaccin. In 1962 promoveerde hij op dat onderwerp. Vanaf de jaren vijftig hield hij voordrachten over de Joodse literatuur en later ook de Tweede Wereldoorlog en de Holocaust.

## Persoonlijk
Samen met zijn vrouw Jenny kreeg Hertzberger twee kinderen. Een van zijn kleinkinderen is de schrijfster en politica Rosanne Hertzberger.